# 1972年夏季残疾人奥林匹克运动会南斯拉夫代表团
1972年夏季残疾人奥林匹克运动会南斯拉夫代表团是南斯拉夫派出的1972年夏季残疾人奥林匹克运动会代表团。获得1枚金牌、1枚银牌和2枚铜牌。